# غوردون دبليو. سميث
غوردون دبليو. سميث (بالإنجليزية: Gordon W. Smith)‏ هو فنان أمريكي، ولد في 1920، وتوفي في 2010.